# Licania licaniiflora
Licania licaniiflora là một loài thực vật có hoa trong họ Cám. Loài này được (Sagot) S.F.Blake mô tả khoa học đầu tiên năm 1917.